# Barranc d'Aigua Amarga
El barranc d'Aigua Amarga és un barranc d'aigua salobre del municipi valencià d'Alacant, que naix en la partida de El Bacarot, a la serra dels Colmenars; i desemboca en la mar, junt al barri de Sant Gabriel. Una platja i una partida de la ciutat porten el seu nom. A la desembocadura podem trobar un aiguamoll que rep el nom del saladar d'Aigua Amarga.

## Toponímia
El nom fa referència al caràcter agre de l'aigua que brolla de la font, ja que es tracta d'aigua de mar barrejada amb l'aigua dolça dels manantials. Es poden trobar altres topònims semblants arreu del territori valencià. Altres termes com barranc dels Flares o la Senieta, que fan referència a les finques on naixien aquest territoris d'aigua, s'intercalen amb el terme salmaia, de l'àrab mayya, "aigües salades".

## Característiques
El barranc naix a la serra dels Colmenars i ha sigut durant molt de temps la font d'aigua per a reg més accessible, ja que la font d'aigua dolça més proper es troba a la pedania de l'Orito, en la frontera entre Alacant i Montfort. L'aprofitament d'aquesta aigua per al reg es va acabar en 1927, amb la construcció del Canal de Regs de Llevant, que va permetre portar aigua per tot el sud valencià, al marge esquerra del riu Segura. En l'actualitat l'aigua per al reg és principalment aigua dessalinitzada, part de la qual prové del mateix barranc d'Aigua Amarga. Això fa que arribe a la seua desembocadura molt eixut, gairebé sec. La desembocadura, com moltes altres, està afectada per l'espècie invasora Arundo donax.
La vegetació rellevant de la zona és la típica de terrenys àrids com l'espart i altres matolls com l'astràgal, diplotaxis, salsola, sideritis, o el cantueso. Amb la urbanització de la zona s'hi van incloure espècies exògenes. L'aridesa dels terrenys i les pendents no permeten que s'establisquen terres de conreu als seus màrgens.

## Saladar d'Aigua Amarga
Al sud-est de la desembocadura del barranc, en la frontera sud entre Alacant i Elx, es troba el saladar d'Aigua Amarga, un aiguamoll amb una àrea de 208 hectàrees, travessat per la carretera N-332 i envoltat per la N-338 (que dona accés a l'aeroport). Històricament ha sigut un lloc saliner (des de 1927) i cinegètic, però en 1967 es van abandonar aquestes activitats econòmiques, principalment pels interessos urbanístics. La construcció del barri d'Urbanova el seu vessant est i de l'Aeroport d'Alacant-Elx en el seu vessant oest, la contaminació causada pel trànsit de vehicle, així com la disminució del cabal d'aigua per l'acció de la dessalinitzadora han causat una greu degradació de l'espai natural, que va perdre una gran quantitat de flora i fauna amb el pas del temps. L'any 2002 es va declarar per part de la Generalitat Valenciana una zona humida protegida. Està també protegit a nivell local. Encara així, és un espai amenaçat per la pressió urbanística i constructora.

## Platges
Dues platges se situen als voltants del barranc d'Aigua Amarga. La zona més propera a la desembocadura rep el nom de platja d'Aigua Amarga. És una platja verge de roques, amb bany per a gossos permès, però el seu accés està limitat per les vies del ferrocarril i la carretera. No s'hi permet fer càmping ni presenta serveis. Es realitza tradicionalment la pesca esportiva de vesprada. La zona de la costa en front del saladar rep el nom de Platja del Saladar, encara que també és conegua com a platja d'Urbanova pel complex urbanístic que s'hi situa a la vora. Aquesta platja, a la qual s'accedeix per carretera, presenta una quantitat més variada de serveis, i una zona nudista en el seu extrem sud, en la coneguda com a Cala dels Borratxos.

## Zona urbana
La zona d'Aigua Amarga pertany administrativament al barri de El Palmerar-Urbanova-Tabarca, encara que el cens de l'INE separa estadísticament l'illa de Tabarca de l'àmbit peninsular. És una zona amb residències molt esparses, amb la majoria dels edificis conformant indústries del sector serveis (com la Ciutat de la Llum, el Districte Digital o la EUIPO) i algunes xicotetes fàbriques d'alumini o d'altres elements de construcció. El nucli de residència més important se situa en Urbanova, al límit sud d'Alacant amb Elx, caracteritzat per la seua estivalitat.